# جاي ماكفيرسن
جاي ماكفيرسن هي كاتِبة وشاعرة كندية، ولدت في 13 يونيو 1931 في لندن في المملكة المتحدة، وتوفيت في 21 مارس 2012 في تورونتو في كندا.

## وصلات خارجية
- جاي ماكفيرسن على موقع الموسوعة البريطانية (الإنجليزية)
- جاي ماكفيرسن على موقع إن إن دي بي (الإنجليزية)